# جک برکت
جک برکت (انگلیسی: Jack Burkett؛ زادهٔ ۲۱ اوت ۱۹۴۲) بازیکن فوتبال اهل بریتانیا است.
از باشگاه‌هایی که در آن بازی کرده‌است می‌توان به باشگاه فوتبال چارلتون اتلتیک، باشگاه فوتبال ساوتند یونایتد، باشگاه فوتبال سنت پاتریک اتلتیک، باشگاه فوتبال میلوال، و باشگاه فوتبال وستهام یونایتد اشاره کرد.